# ミトゥンバ (衣類)
『ミトゥンバ』（Mitumba）は、スワヒリ語で「束 (bundles)」を意味する言葉。転じて、先進国で寄付として集められたあと、プラスチックで梱包して送られてくる古着のパッケージ並びに、その衣類自体のことを指す用語として使われる。
ミトゥンバの主要な受入港のひとつとして、タンザニアの都市ダルエスサラームがあり、衣類はそこからアフリカの内陸部へと広く散らばっていく。 ミトゥンバの輸送と販売は、供給企業・売買が行われるアフリカ諸国の双方に雇用を生み出すなど経済活動を刺激し、また経済的な余裕のない人々がファッショナブルな服を着ることができるという点では有益であるとされる。ケニアのナイロビでは現地のデザイナーが古着を再利用し、新たな衣服を製造するなどのアップサイクルも見られる。その一方で、安価な衣料品の流入が地元の繊維産業の衰退を招いているとして批判の対象にもなっている。多くの衣類にポリエステルなどの素材が使われているため、売れずに廃棄された衣類がプラスチック汚染を引き起こしているとの懸念もある。
一般的にはアフリカへの輸送前にプラスチックによって梱包される。そのほとんどは、アメリカなどの先進国からのものであり、テキサス州のミッドウエスト・テキスタイル・カンパニーのような企業は、グッドウィル・インダストリーズなどの非営利団体に寄付された衣類を購入し、作業員たちが梱包前に選別を行う。アフリカの古着市場でミトゥンバは1個（約50キログラム）が2 - 3万円で取引される。
寄付として取得した衣類を売買するという慣行は批判を受けているが、大量の寄付を受けつける非営利団体が種々の社会的プロジェクトのための資金を調達するには、寄付品の売却が必要であると団体側は主張している。さらに、売却による利益がなければ、団体は存続することも、人々の支援という使命を果たすこともできないと述べる。このような産業は、ピエトラ・リボリ教授がベストセラー『あなたのTシャツはどこから来たのか? 』で取り上げたテーマのひとつである。